# Piper veneralense
Piper veneralense är en pepparväxtart som beskrevs av Trel. & Yunck.. Piper veneralense ingår i släktet Piper och familjen pepparväxter. Inga underarter finns listade i Catalogue of Life.